# Zygmunt Zbichorski
Zygmunt Zbichorski (ur. 17 czerwca 1914 w Łodzi, zm. 2 sierpnia 2002) – profesor zwyczajny nauk technicznych na Politechnice Warszawskiej i Politechnice Śląskiej.

## Życiorys
Urodził się jako syn Józefa i Franciszki z Baczyńskich (jego ojciec był rzemieślnikiem oraz brał udział w powstaniu i plebiscycie na Górnym Śląsku). Ukończył kolejno Państwową Szkołę Przemysłową, Wydział Chemiczny w Bydgoszczy (1933), Państwową Szkołę Budowy Maszyn i Elektrotechniki im. H. Wawelberga i S. Rotwanda w Warszawie (1937), Politechnikę Lwowską (1943) i Politechnikę Śląską w Gliwicach (1946). Pracę zawodową rozpoczął w 1937 jako technolog w Państwowej Fabryce Karabinów w Warszawie.
Równocześnie w 1938 ukończył z pierwszą lokatą wojskową szkołę im. Józefa Bema w Zambrowie i został przydzielony do 1 pułku artylerii najcięższej. We wrześniu 1939 został dowódcą II plutonu 3 baterii i awansował do stopnia podporucznika (w 2000 otrzymał stopień podpułkownika rezerwy).
W czasie II wojny do 1943 przebywał we Lwowie, potem wrócił do Warszawy, brał udział w powstaniu warszawskim w Zgrupowaniu AK „Radosław” (pułk „Broda 53”, batalion „Zośka”, pluton pancerny „Wacek”).
Od stycznia 1945 uczestniczył w odrodzeniu i rozwijaniu ruchu naukowego organizacji i kierowania, w tym pisma „Przegląd Organizacji” założonego jeszcze przez Karola Adamieckiego. Od 1965 w Politechnice Warszawskiej, na Wydziale Mechaniki Precyzyjnej, a następnie Wydziale Mechanicznym Technologicznym. 
Pochowany na cmentarzu parafialnym w Brwinowie.
Zajmowane stanowiska
- Dyrektor Instytutu Naukowej Organizacji i Kierownictwa (1946)
- Dyrektor naukowy w Głównym Instytucie Pracy (1948–1954 i 1957–1962)
- Dyrektor naukowy Instytut Ekonomiki i Organizacji Przemysłu (potem „Orgmasz”)
- Kierownik Katedry Ekonomiki i Organizacji Produkcji na Wydziale Mechaniki Precyzyjnej w Politechnice Warszawskiej (1965–1970)
- Prodziekan Wydziału Mechaniki Precyzyjnej (1967-70), Dziekan Wydziału Mechanicznego Technologicznego (1979 – 1982)
- Przewodniczący Polskiego Komitetu Ergonomii i Ochrony Pracy NOT
- Wiceprzewodniczący Komitetu Ergonomii PAN, Zastępca Przewodniczącego Polskiego Towarzystwa Ergonomicznego
- Założyciel i wieloletni redaktor „Biblioteki Organizatora” prowadzonej przez Stowarzyszenie Inżynierów Mechaników Polskich
- Redaktor naczelny miesięcznika „Organizacja i Kierownictwo”

Ważne publikacje
- Pierwszy polski podręcznik organizacji pt. „Zasady organizacji i kierownictwa” (1945)
- „Organizacja transportu wewnętrznego w zakładach przemysłu maszynowego” (1972)
- Podręczniki: „Ekonomika i organizacja produkcji” (1975), „Ergonomia” (1975).